# Мосхопс
Мосхо́пс (лат. Moschops) — самый известный представитель тапиноцефалов. Описан Робертом Брумом в 1911 году. Жил в средней перми. Известен из нижних горизонтов зоны Tapinocephalus Южной Африки.

## Описание

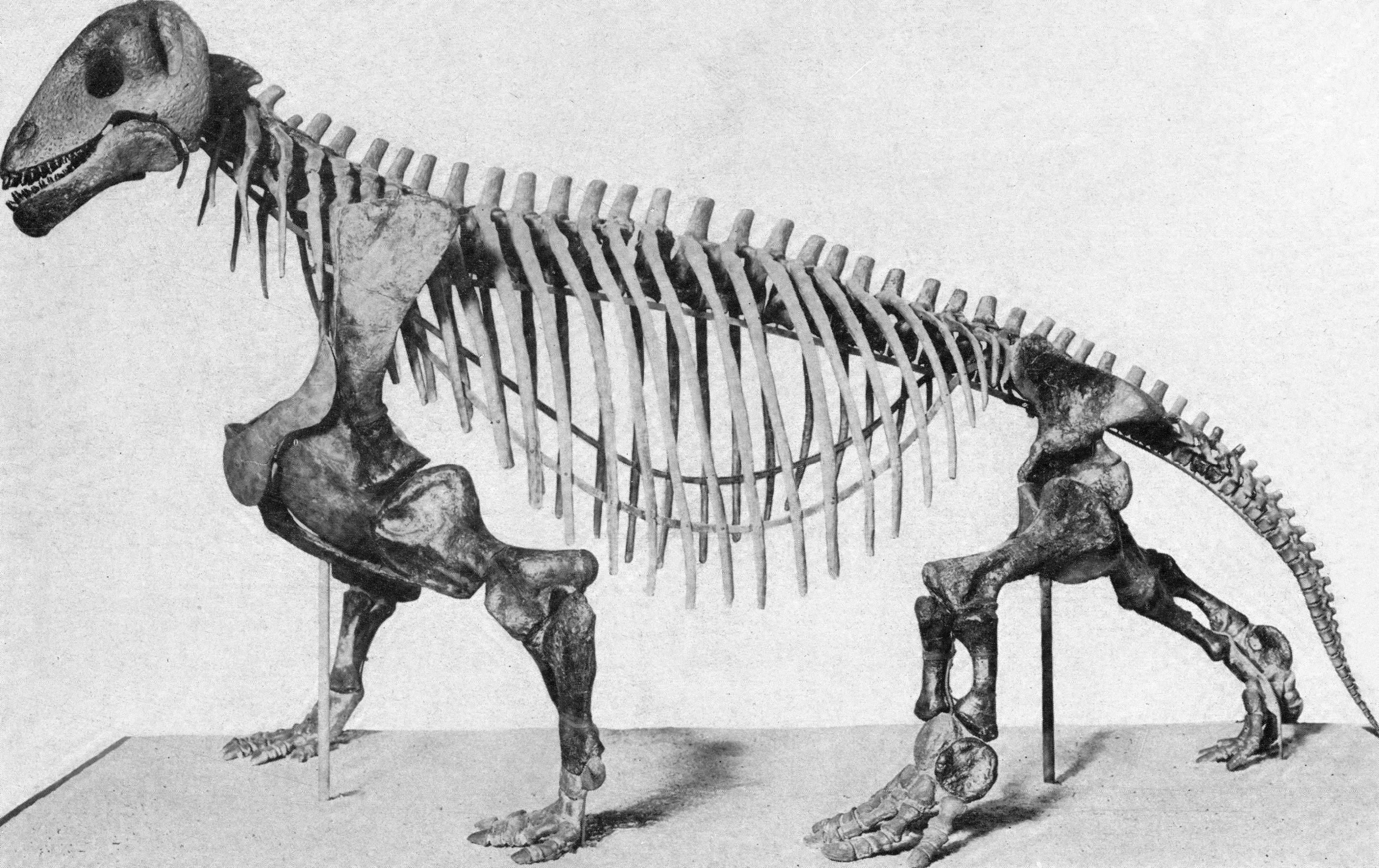
Скелет Moschops capensis

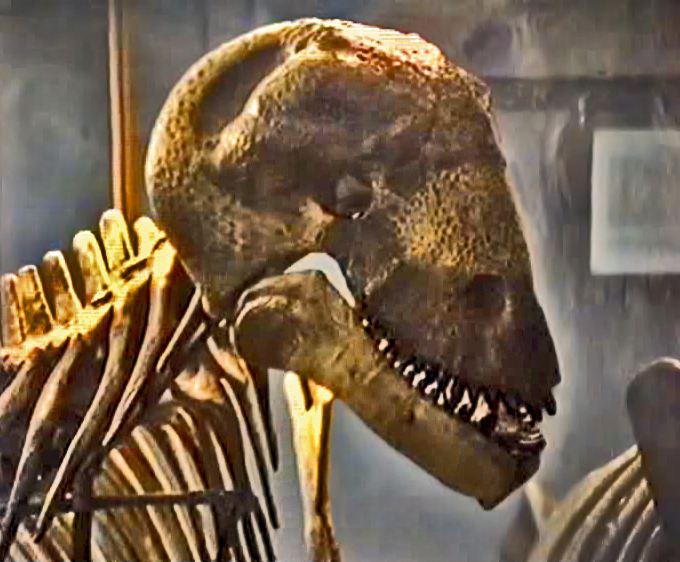
Moschops capensis, Американский музей естественной истории, Нью-Йорк

Сравнительный размер Moschops capensis

Крупный (до 3, а возможно, и до 5 метров длиной) тапиноцефалид с коротким тяжёлым черепом. Присутствует обычный для тапиноцефалов сильный пахиостоз — утолщение лобно-теменной области. Предглазничный отдел узкий, занимает около половины длины черепа. Теменное отверстие не приподнято над уровнем черепа. Височная дуга массивная, толстая. Височные впадины небольшие. Глазницы также небольшие. Затылок прямой или слабо вогнутый, с массивными боковыми гребнями. Сошники широкие, выпуклые, короткие. Хоанная область неглубокая. Нижняя челюсть короткая и очень высокая, с мощным симфизом. 13—15 зубов верхней челюсти, до 16 — нижней. Первые 5—6 резцов очень мощные, с хорошо развитыми пятками и лингвальными гребнями. Щёчные зубы с уплощёнными с боков острыми режущими кромками. Клыки не выражены. Посткраниальный скелет относительно лёгкий.
Типовой вид — M. capensis. Остатки были найдены доктором Робертом Брумом в 1910 году на ферме Шпитцкоп вблизи Лайнсбурга в Южной Африке. Вместе было найдено несколько полных скелетов. Длина черепа около 32 см, общая длина около 2,5 метров. Подробное описание скелета сделал У. Грегори в 1926 году. Скелет часто изображается в литературе.
Кроме M. capensis, по останкам хорошей сохранности известен M. koupensis (не исключено, что на самом деле это особи того же вида, но другого пола). Описаны и ещё два вида (тоже сомнительные): M. whaitsi и M. oweni. Все они найдены в одних и тех же отложениях.

## Таксономия
Предполагается, что молодыми особями мосхопса могут быть Delphinognathus conocephalus и Avenantia kruuvleieusis, у которых пахиостоз был выражен слабее.
Синонимы рода — Pnigalion, Moschoides, Agnosaurus, Moschognathus. Обилие синонимов связано с нахождением особей различного возраста и размера (возможно, имели место и половые отличия). Улемозавр из одновозрастной Ишеевской фауны в Татарстане ранее считался видом этого рода, но в дальнейшем признан гораздо более примитивным.

## Палеоэкология
Как и все тапиноцефалы, мосхопсы могли питаться только мягкой растительной пищей, которую раздавливали передними зубами. Использование для обработки пищи передних зубов связано с отсутствием вторичного нёба. Не исключается, что основу питания этих животных составляли гниющие стволы каламитов.